# Little Sisters Book and Art Emporium c. Canada

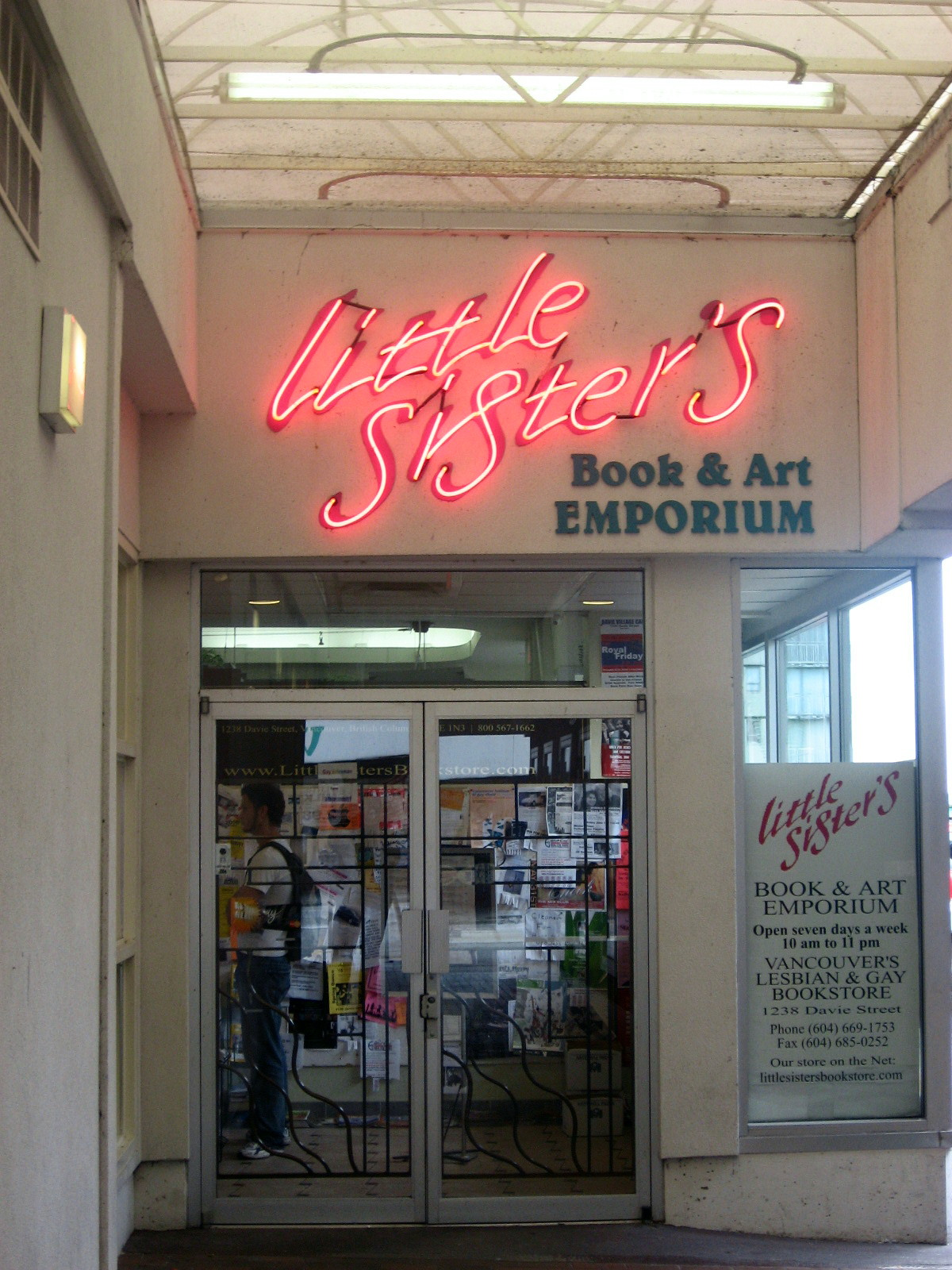
Little Sister's Book and Art Emporium

Little Sisters Book and Art Emporium c. Canada est un arrêt de la Cour suprême du Canada concernant une librairie LGBT de Vancouver, en Colombie-Britannique, nommée Little Sister's Book and Art Emporium.
Cet arrêt daté du 15 décembre 2000 considère que le refus de l’Agence des services frontaliers du Canada (ASFC) de permettre l’importation, par la librairie, de publications qualifiées de « matériel obscène » est une atteinte à la liberté d'expression.

## Contexte
Little Sister's Book and Art Emporium est une librairie de Vancouver , en Colombie-Britannique, qui vend de la littérature gaie et lesbienne. Elle importe la plupart de ses ouvrages des États-Unis, ce qui a souvent causé des problèmes à la frontière lorsque le matériel était classé comme obscène par les douanes canadiennes et se voyait donc refuser l'entrée. La librairie a contesté la disposition de la Loi sur les douanes interdisant l'importation de matériel obscène ainsi qu'un article de la Loi qui imposait à l'importateur la responsabilité de prouver l'obscénité.

## Les tribunaux inférieurs
Au procès, le tribunal conclut que les douanes avaient, à de nombreuses reprises, erronément retenu, confisqué, détruit, endommagé, interdit et mal classé les envois à destination de la librairie et que ces erreurs avaient été causées «par la prise systématique pour cibles des importations de Little Sisters dans le centre de courrier des Douanes [de Vancouver]». Par conséquent, le gouvernement a été jugé coupable d'avoir violé les articles 2b) et 15(1) de la Charte canadienne des droits et libertés en interprétant et en appliquant la législation douanière de façon abusive. Le juge rejette cependant la demande de la libraire de déclarer inconstitutionnel pour violation de la Charte l'article de la législation douanière interdisant l'importation de matériel obscène, jugeant que l'atteinte à la liberté d'expression causée par la loi était justifiée en vertu de l'article 1 de la Charte.
En 1998, la Cour d'appel de la Colombie-Britannique rejette à 2 voix contre 1 l'appel de la librairie, confirmant la décision du juge de première instance. Tout en rejetant la conclusion du juge de première instance selon laquelle le manuel interne utilisé par les agents des douanes constituait une «règle de droit» susceptible de remédier aux ambiguïtés de la loi, les juges majoritaires estiment, citant l'arrêt R. c. Butler de la Cour Suprême, que la définition de «Publication obscène» selon le paragraphe 163(8) du Code criminel constitue une «norme intelligible» pouvant être appliquée de façon non arbitraire. Dans sa dissidence, le juge Finch souligne les différences entre les deux affaires, remettant notamment en doute le fait de transposer les conclusions d'une affaire issue d'un procès criminel comme Butler, où le gouvernement devait prouver l'obscénité hors de tout doute raisonnable, à la contestation civile d'une législation douanière imposant une «restriction préalable».

## Arrêt de la Cour suprême
Dans une décision à six voix contre trois, la Cour suprême confirme la décision du juge de première instance, statuant que même si la loi viole l'article 2 de la Charte, elle est justifiée en vertu de l'article 1. Cependant, elle conclut que la façon dont la loi était appliquée par les agents des douanes était discriminatoire et doit être corrigée, une opinion qui, selon elle, serait utile à la librairie dans toute bataille juridique ultérieure. Elle invalide également une partie de la loi qui imposait à l'importateur la charge de prouver que le matériel n'était pas obscène, transférant de ce fait le fardeau de la preuve au gouvernement. La décision maintient donc le droit de l'Agence des services frontaliers du Canada d'empêcher l'importation de matériel déjà déclaré obscène par les tribunaux, mais limite le droit de l'agence de retenir de manière préventive ou punitive du matériel n'ayant pas encore été jugé ainsi.
En dissidence, le juge Iacobucci, rejoint par les juges Arbour et LeBel, reconnait l'intérêt public de restreindre l’importation de matériel obscène, mais déplore que «la législation douanière souffre de l’absence de la plus élémentaire forme de procédure nécessaire pour déterminer de manière équitable et précise si quelque chose est obscène». Il ajoute que «[l]a déficience de la législation douanière à cet égard constitue pratiquement une invitation à la violation de la liberté d’expression, exactement ce qui s’est produit.» Il conclut donc que l'interdiction de l'importation de matériel obscène doit être invalidée, l'atteinte à la liberté d'expression causée par la loi ne pouvant, selon lui, être justifiée en vertu de l'article 1 de la Charte tant que le Parlement n'aura pas inscrit dans la loi une procédure garantissant que cette atteinte sera minimale.